# Häxenseeli
Das Häxenseeli ist ein etwa 100 Meter langer Bergsee im Schweizer Kanton Glarus.
Es liegt in einer Höhe von 2216 m ü. M. auf der Glarner Seite der Passhöhe des Panixerpasses, am Weg nach Elm. Der Abfluss versickert im Boden.